# Adolf-Fick-Preis
Der Adolf-Fick-Preis der Adolf-Fick-Stiftung wird als die wichtigste Auszeichnung auf dem Gebiet der deutschsprachigen Physiologie angesehen. Er wird seit 1929 alle fünf Jahre an einen oder mehrere herausragenden Physiologen vergeben und ist (Stand 2019) mit 10.000 Euro dotiert. Dem Preisträger wird zusätzlich die Adolf-Fick-Medaille verliehen.
Der Preis wurde zum 100. Geburtstag von Adolf Eugen Fick durch seine Söhne gestiftet; die Verwaltung und Vergabe sollte die Physikalisch-Medizinische Gesellschaft Würzburg vornehmen.
Die Nominierung erfolgt ausschließlich durch Mitglieder der physiologischen Gesellschaften im deutschsprachigen Raum und soll den Umfang der wissenschaftlichen Arbeiten der Nominierten beschreiben. Der Ausschuss zur Bestimmung des Preisträgers besteht (Stand 2019) aus einem Vorstand des Physiologischen Instituts der Universität Würzburg, zwei Vorstandsmitgliedern der Deutschen Physiologischen Gesellschaft, dem Vorsitzenden der Physikalisch-Medizinischen Gesellschaft zu Würzburg und einen Nachkommen von Adolf Fick. Der Preisträger soll laut Ausschreibung nicht älter als etwa 45 Jahre sein, in den letzten fünf Jahren auf dem Gebiete der Physiologie oder einem ihrer Grenzgebiete hervorragende Arbeiten veröffentlicht haben und Deutsch als Muttersprache sprechen (ohne Ansehen der Nationalität).

## Preisträger
- 1929 Hermann Rein
- 1934 Hans Spemann
- 1939 Karl Lohmann
- 1944 Hans Schaefer
- 1949 Carl Martius
- 1954 Herbert Hensel
- 1959 Robert Stämpfli
- 1964 Martin Klingenberg
- 1969 Gerhard Thews
- 1974 Johann Caspar Rüegg
- 1979 Ute Gröschel-Stewart
- 1984 Erwin Neher und Bert Sakmann
- 1988 Rainer Greger
- 1994 Heini Murer
- 1999 Arthur Konnerth
- 2004 Thomas Jentsch
- 2009 Peter Jonas
- 2014 Ralf P. Brandes
- 2019 Carsten Wagner
- 2024 Ileana Hanganu-Opatz